# Дроздовица
Дроздови́ца (укр. Дроздови́ця) — село Городнянского района Черниговской области Украины. Расположено в 15 км на северо-запад от райцентра Городни. Расположено на реке Дроздовица (левый приток реки Смяч). 
Адрес совета: 15132, Черниговская обл., Городнянский р-он, село Дроздовица, ул. Перемоги, 4 , тел. 3-67-31.

## История
Основано в 1689 году.
Являлось волостным центром Городнянского уезда Черниговской губернии Российской империи.
В 1918 году в селах округи поднялось восстание против немецкой оккупации. Немало жителей села и округи вступили в войсковые формирования украинского (советского) красного казачества, славноизвестные Богунский и Таращанский полки в составе формирующейся в это время на всех землях бывшей Российской империи Рабоче-Крестьянской Красной Армии. Установлен памятный знак.
В ходе Великой Отечественной войны в 1941 - 1943 гг. село находилось под немецкой оккупацией

## Транспорт
Ближайший остановочный пункт — Кузничи (линия Гомель-Бахмач), 12 км. 

## Жители
- Петровский Дмитрий Васильевич — украинский и русский советский писатель и поэт, участник гражданской войны, описал знаменитое в округе Дроздовицкое восстание, которое сыграло важную роль в становлении войсковых формирований украинского советского красного казачества, родной брат секретаря Городнянского уездного комитета КП(б)У Петра Васильевича Петровского.